# 3Р41
3Р41 «Волна» (обозначение НАТО — англ. Top Dome) — советская и российская радиолокационная станция сопровождения и подсветки цели корабельного зенитного ракетного комплекса С-300Ф «Форт».

## Конструкция
Представляет собой фазированную антенную решётку под куполом диаметром около 4 м с фиксированным углом возвышения и наводимую по азимуту. В передней части постамента имеются также три полуцилиндрических радиопрозрачных колпака (предположительно приёмопередатчик сопровождения через ракету) и небольшой полусферический колпак.
Каждый радар обслуживает 6 (на крейсерах проекта 1144) или 8 (на крейсерах проекта 1164) барабанов установки вертикального пуска ракет и способен одновременно наводить ракеты на 3 цели в режиме разделения времени, в отличие от более ранних советских корабельных ЗРК, где каждая цель сопровождалась отдельным радаром. Сканирование по углу места обеспечивается электронно. На каждую цель возможно одновременное наведение двух ракет.
Фазированная антенная решётка отличается своеобразием устройства. Вместо индивидуальных излучающих элементов она снабжена центральным облучателем и плоским отражательным зеркалом.

## Установки на кораблях
- БПК проекта 1134Б (опытный образец на БПК «Азов»)
- Крейсера проекта 1144
- Крейсера проекта 1164

## Фото
РЛС 3Р41 «Волна» на ракетном крейсере «Варяг», Владивосток, 22 мая 2015 г.

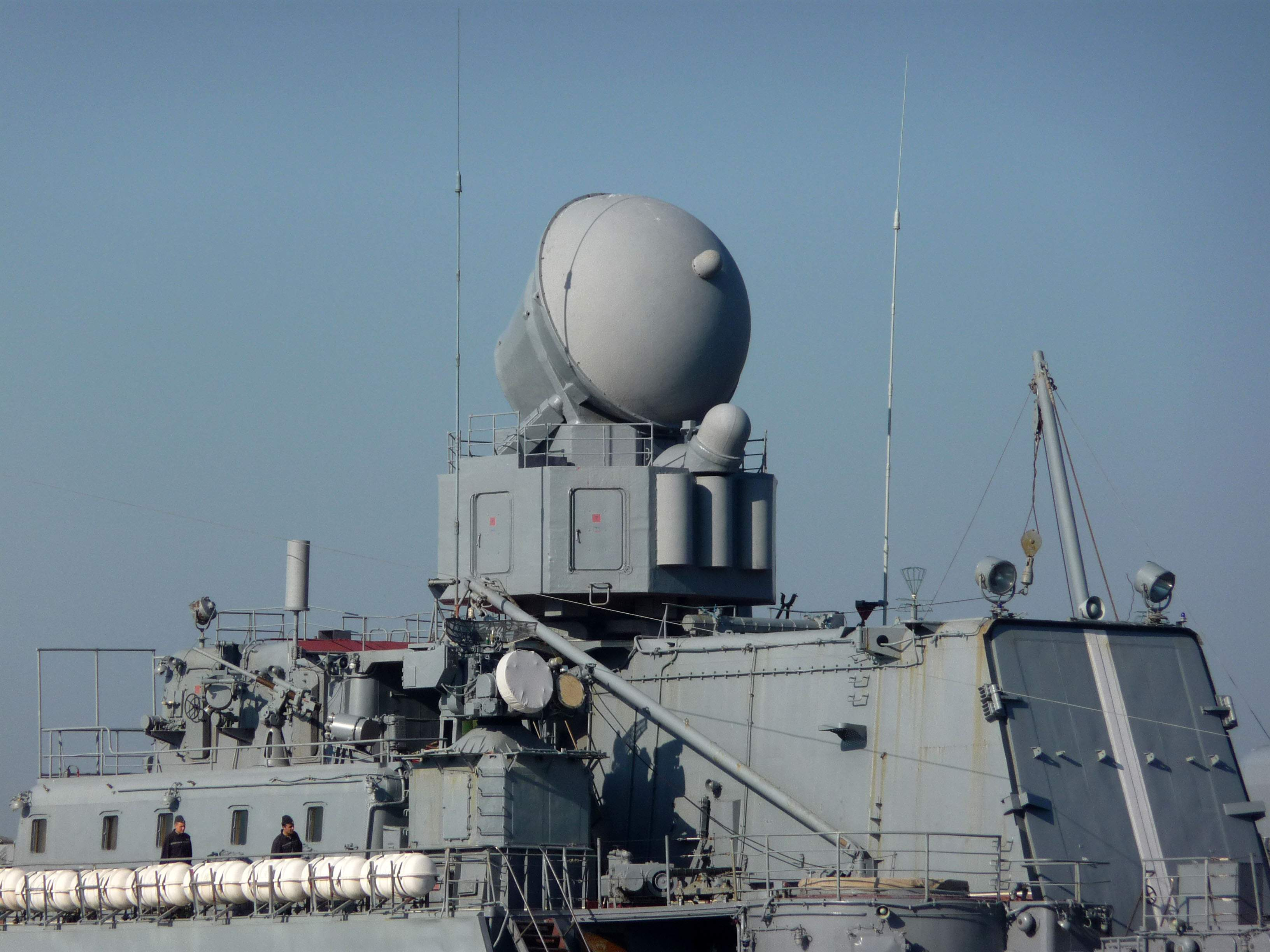
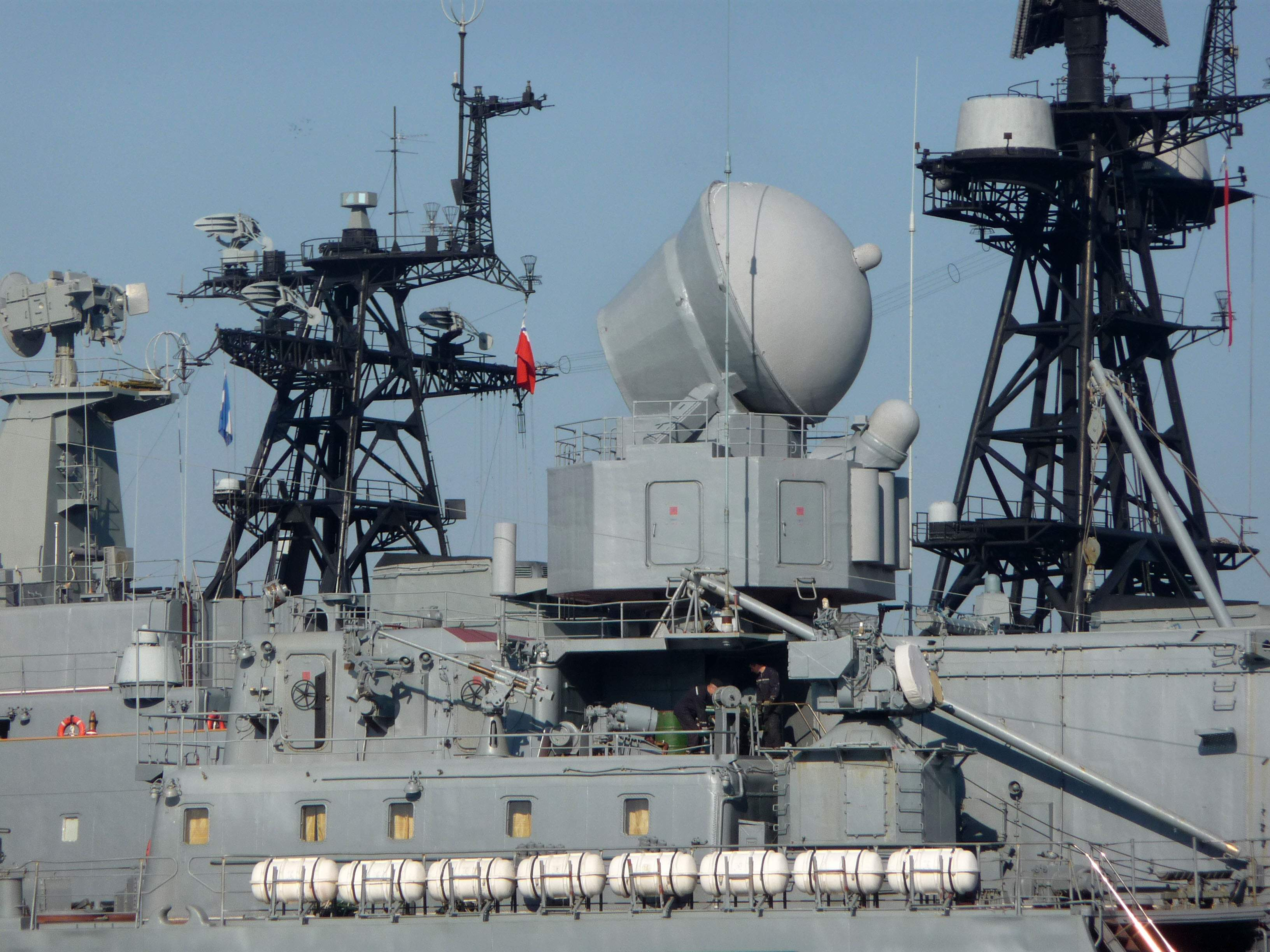
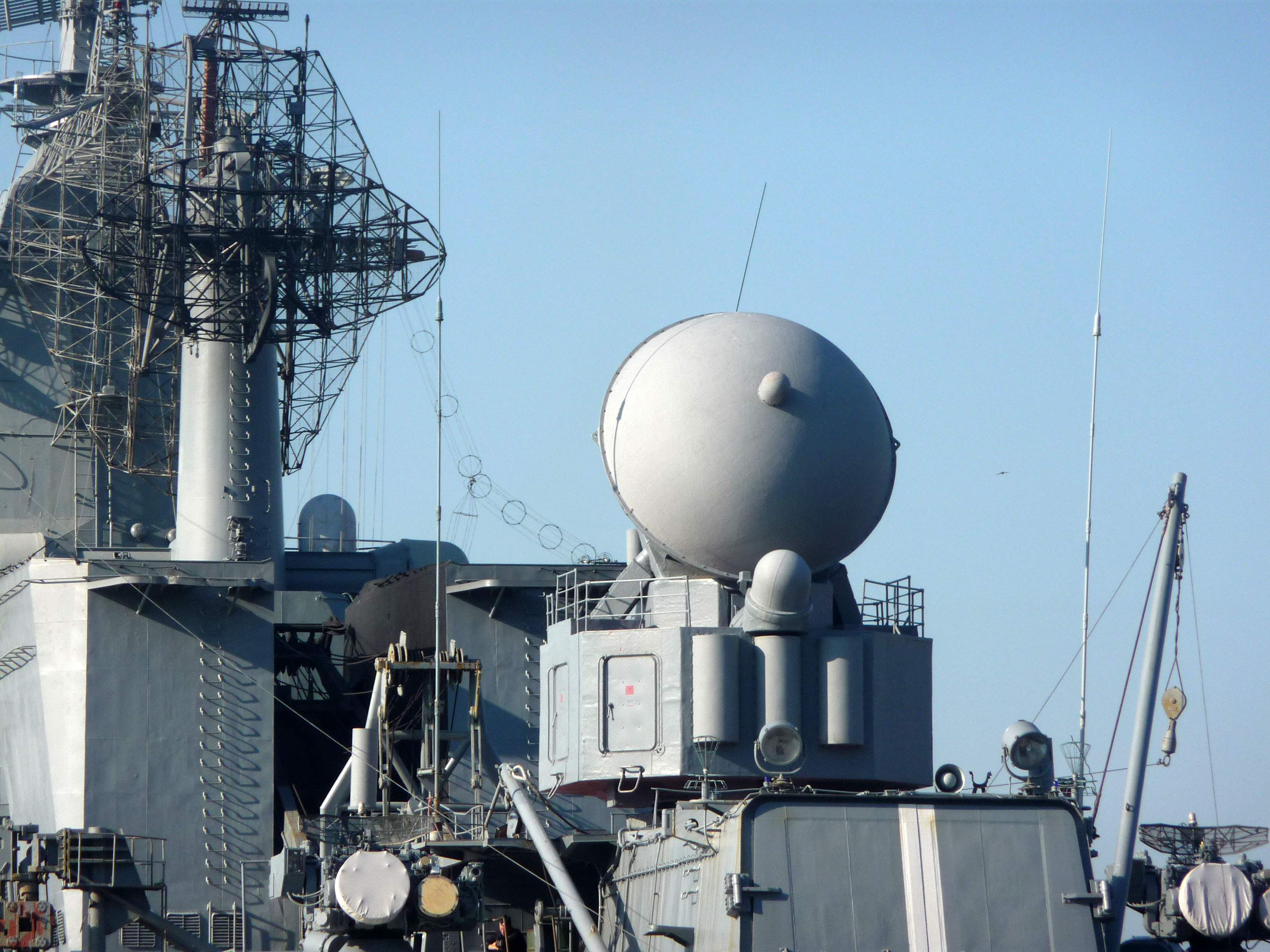